# George Sabra
George Sabra (in arabo جورج صبرة‎?; Qatana, 11 luglio 1947) è un politico siriano.
Dal 9 novembre 2012 è Presidente del Consiglio Nazionale Siriano, essendo succeduto ad ʿAbd al-Bāsiṭ Sīdā.
Presidente del principale gruppo di opposizione al regime familiare autocratico di Baššār al-Asad Ǧurǧ Ṣabra è un cristiano con una lunga militanza comunista.

## Biografia
Nato in una famiglia cristiana greco-ortodossa della cittadina di Qatana, nel Governatorato del Rif di Damasco, Sabra si è laureato in Geografia nell'Università di Damasco nel 1971 e si è laureato anche in Tecnologia dei sistemi educativi nella University of Indiana nel 1978. Insegnante di Geografia e sceneggiatore, Sabra ha scritto una versione in Lingua araba dello spettacolo per bambini "Sesame street".

### Carriera politica
Sabra è stato politicamente attivo nel movimento di opposizione al regime autocratico siriano del Presidente Hafiz al-Asad e di suo figlio Baššār al-Asad fin dagli anni settanta. Sabra ha operato nell'Ufficio Politico del Partito Comunista Siriano nel 1970 ed è stato eletto al Comitato Centrale del PCS nel 1985.

È stato arrestato nel 1987, durante una delle tante repressioni del Partito Comunista attuate dal regime e rimase in carcere per otto anni. Pochi anni dopo il suo rilascio, nel 2000, fu incaricato di rappresentare il suo partito nell'Assemblea Nazionale Democratica, una coalizione di movimenti di sinistra formata nel 1979, e fu poi eletto nel Comitato Centrale dell'Assemblea.
Nel novembre del 2012 è stato nominato a capo della Coalizione nazionale siriana delle forze dell'opposizione e della rivoluzione (in precedenza Consiglio Nazionale Siriano, assieme a vari gruppi e a forze operative d'opposizione).

Il 7 giugno in seguito alla caduta del regime di Assad è ritornato a Damasco